# بن مضارع
بُن حال، سِتاک حال، مادهٔ حال، ریشهٔ حال یا بن مضارع یکی از دو گونه بن در دستور زبان فارسی است که برای ساختن فعل زمان حال و گونه‌هایی از اسم و صفت (کلمات خویشاوندِ فعل) به‌کار می‌رود.امیر

## ساختار
بن مضارع، ساده‌ترین شکل یک فعل در زمان حال است که با حذف وندهای اصلی (پیشوندها و پسوندها) به‌دست می‌آید. فعل مضارع در زبان فارسی به صورت زیر ساخته می‌شود:
فعل مضارع = می- (پیشوند) + بن مضارع + ضمیر فعلی (پسوند)
برای نمونه، فعل می‌روند به صورت زیر تجزیه می‌شود:
می‌روند = می (پیشوند) + رو (بن مضارع) + ـ ند (پسوند)
البته یک راه ساده‌تر نیز وجود دارد که فعل را به حالت امری (مفرد) تبدیل کرده و سپس حرف «ب» را در صورت حضور حذف کنید. برای نمونه: می‌رانم -->بران-->ران --> «ران» در اینجا بن مضارع است.
همچنین اگر از سر کارواژهٔ دستوری واک همخوان «ب» را برداریم، آنچه می‌ماند بن اکنون است. برو --> رو، بگو --> گو، بِوَرز --> وَرز، بشو --> شو، بران --> ران. بخوان --> خوان. بدم --> دم.

## ساختارهای وصفیِ ساخته‌شده از بن مضارع
چند گونه صفت از بن مضارع ساخته می‌شود:
| ساختار    | ترکیب            | نمونه          |
| --------- | ---------------- | -------------- |
| صفت فاعلی | بن مضارع + ا     | روا توانا      |
| صفت فاعلی | بن مضارع + ان    | شتابان خندان   |
| صفت فاعلی | بن مضارع + ـ نده | دونده سازنده   |
| صفت مرکب  | اسم + بن مضارع   | دادستان غذاساز |

## ساختارهای اسمیِ ساخته‌شده از بن مضارع
مصدر مضارع، یکی از گونه‌های اسمی است که از بن مضارع ساخته می‌شود. برخی از ساختارهای اسمیِ مرکب نیز با بن مضارع ساخته می‌شوند:
| ساختار     | ترکیب                 | نمونه            |
| ---------- | --------------------- | ---------------- |
| مصدر مضارع | بن مضارع + ـ ش        | گردش پذیرش       |
| اسم مرکب   | اسم + بن مضارع + ـ ی  | جانشینی هم‌افزایی |
| اسم مرکب   | بن مضارع + پسوند اسمی | پرهیزگار نگارگر  |